# Chand Baori
El Chand Baori es una famosa cisterna escalonada (o bâoli, bâodi, bâori; en hindi: बावड़ी; bāwṛī /बावली, bāwlī), situada en la localidad de Abhaneri, cerca de Jaipur, en el estado indio de Rajastán.
Situado enfrente del templo de Harshat Mata, fue construido, según se cree, en el año 800 d. C. por el rey Chand de la dinastía Chahamana, y es considerado uno de los mayores y más profundos de la India. Tiene 3500 escalones en 13 niveles y alcanza una profundidad de 20 metros.

## Historia

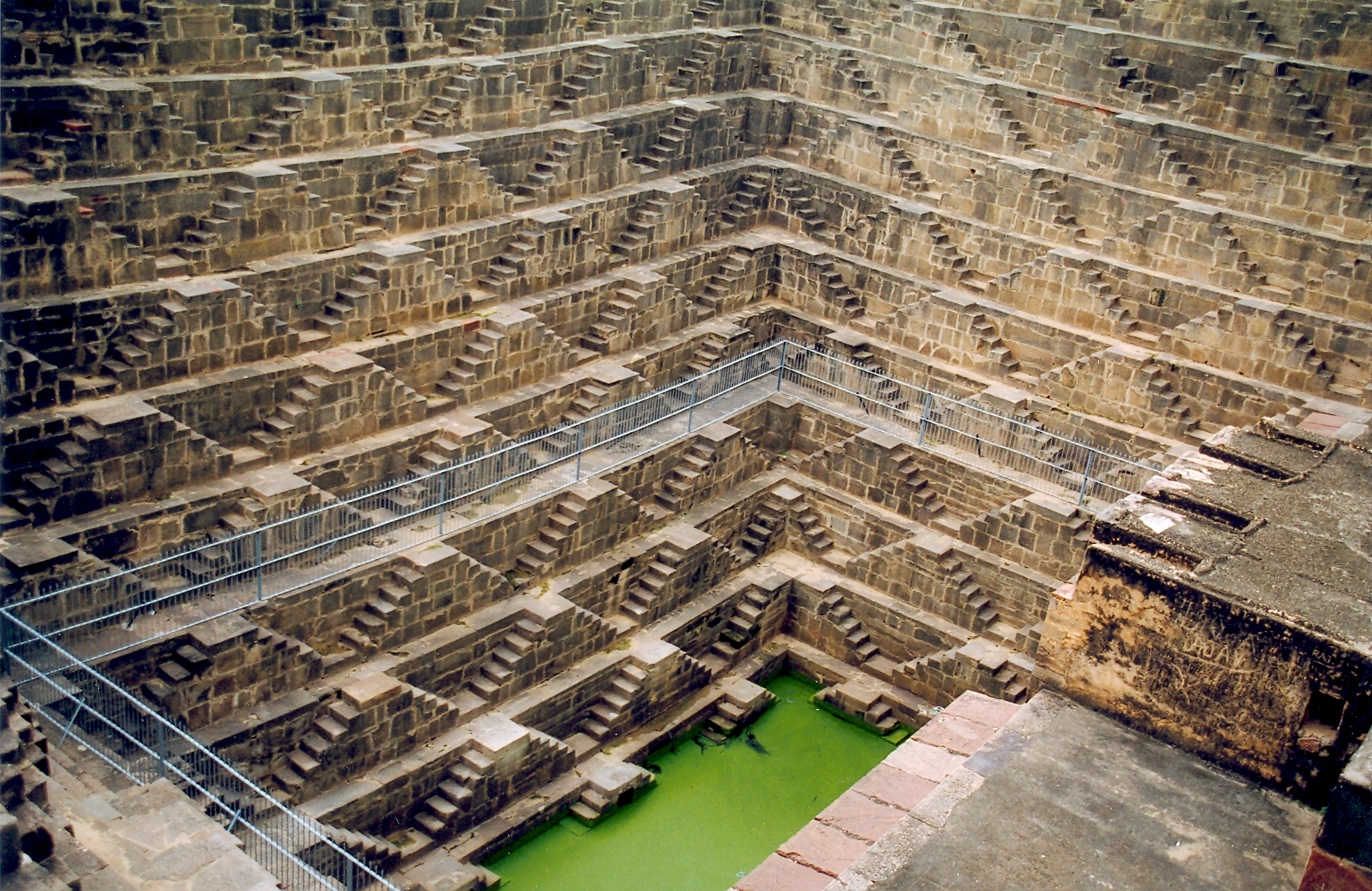
Chand Baori, en la localidad de Abhaneri, Rajastán.

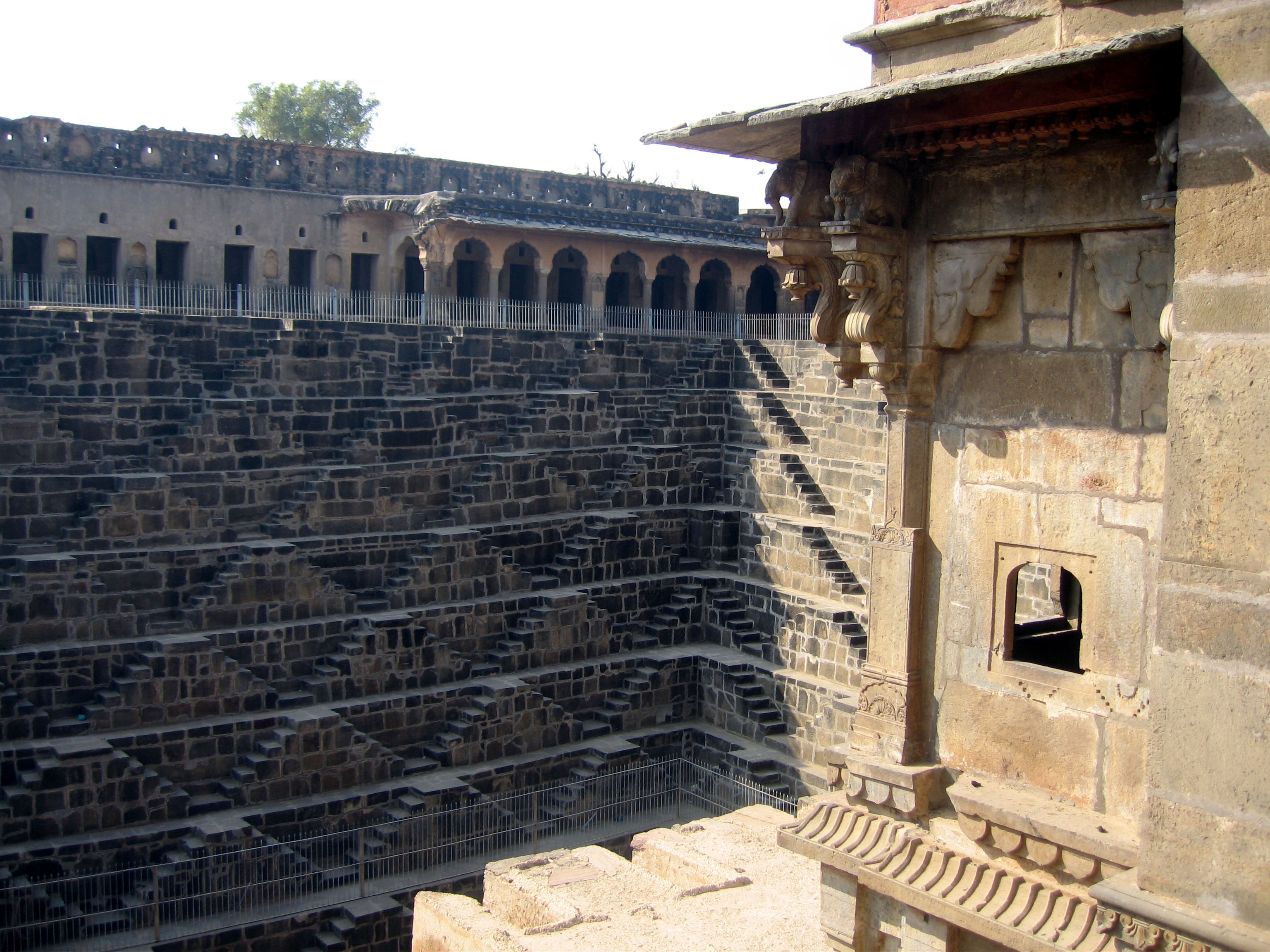
Otra vista del baori

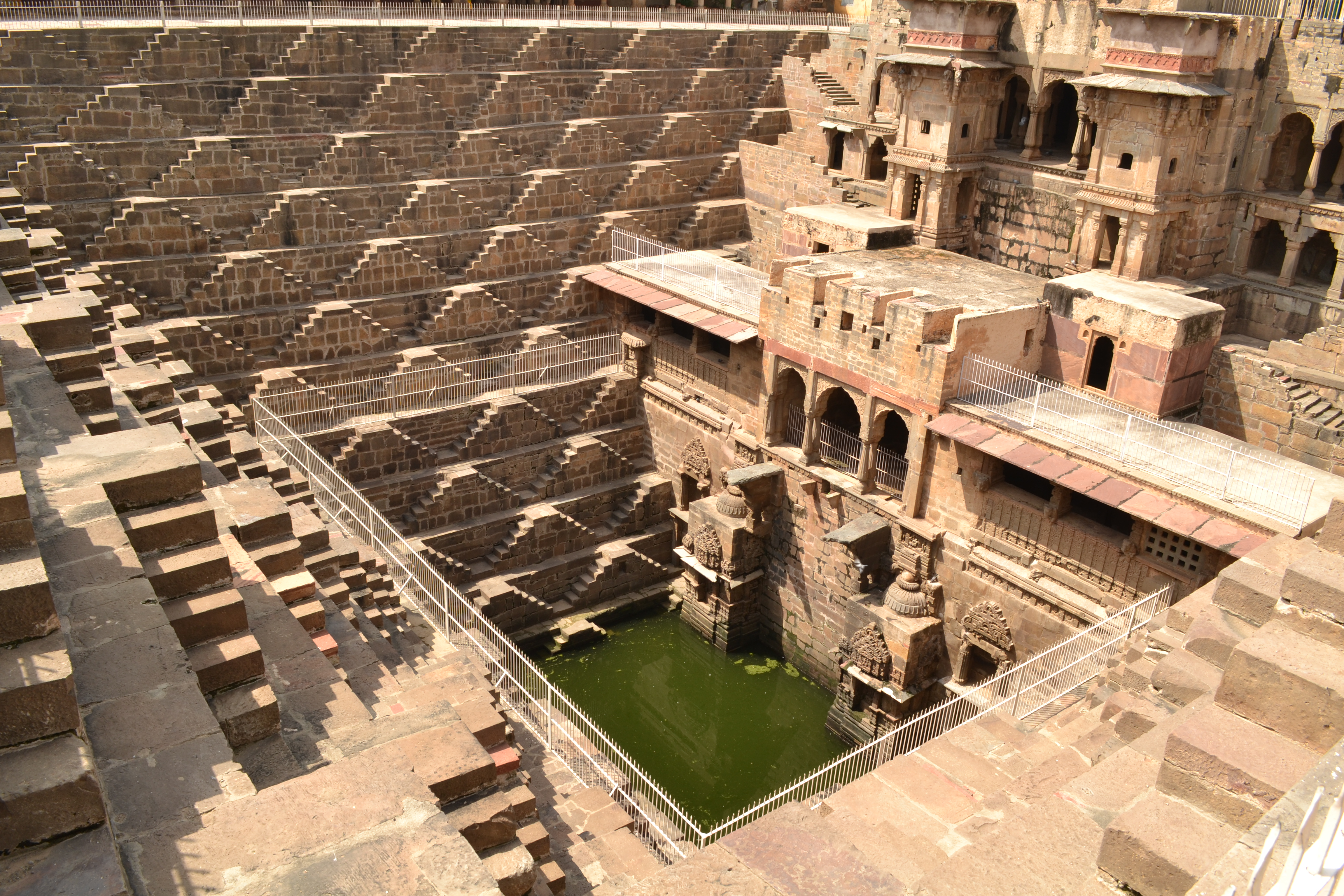
Detalle de la parte baja

La antigua Abha-Nagari, convertida en Abhaneri, después Abaneri, fue el feudo de los Rajput Chahamanas. Este pozo fue excavado por orden de Raja Chandra  (Chand) de la dinastía Nikhumba en el primer cuarto del siglo VIII. Está asociado con el templo de Harshat Mata dedicado a Durga, situada a unos cincuenta metros al norte.

## Arquitectura
Este baori está excavado en forma de pirámide invertida a partir de una gran planta cuadrada, de treinta metros de lado. Esta importante superficie le permitía recoger directamente un máximo de agua en periodo de los monzones.
Su profunda tolva de veinte metros consta de un triple grupo de escaleras en cada uno de los lados, y está cerrado al norte por salas cuyas arcadas se abren al sur. Este lado consta de:
- tres plantas con salas construidas retiradas, abriéndose a dos terrazas;
- por debajo, una gran sala, flanqueada por dos galerías sobresaliendo directamente sobre el baori , por delante de un pozo que se sumerge directamente en el estanque. En el medio, un emisario devuelve al baori el agua recogida por las cubiertas y terrazas de esta parte del pozo. Esta sala descansa sobre dos pilares masivos que sirven de contrafuerte al conjunto.

Los pilares que sostienen las bóvedas de las galerías con gradas del norte son del mismo estilo que los pilares del mandapa del templo de Harsat Mata, probablemente porque los pozos se hayan incorporado en la misma época. En los otros tres lados se escalonan doce niveles de dobles  escaleras agrupadas de una simetría perfecta, armoniosamente dispuestas. Esta disposición inteligente permite la circulación de un máximo de personas.
El baori está rodeado por un muro de cierre para proteger su acceso. Más tardíamente se le adosaron galerías, así como el laberíntico pabellón norte a través del cual se accede al sitio.

## Destino
Los capiteles de las consolas adornadas con elefantes de las columnas delante de la gran sala de la planta superior muestran que estas salas han debido ser diseñadas para acomodar al Raja y su conjunto para hacer las abluciones rituales antes de entrar en el templo situado justo al lado. Los ritos ligados a las abluciones debían llevarse entonces a cabo en el gran salón con vistas al baori. El carácter sacro del lugar se afirma al descender hacia el estanque, ya que sólo los pilares de los contrafuertes están adornados con nichos que albergan los bajorrelieves de Ganesh y Durga Mahishamardini, la forma terrible de Durgâ
El pozo debía garantizar el recurso hídrico, ya que el río Banganga está situado cinco kilómetros al norte. Pero carentes de una fuente abundante, la cuenca se reduce a un estanque, lo que impidió el desarrollo de la localidad que se encuentra en un estado de cuasi abandono.
Las galerías adosadas al muro de cierre sirven como almacén para los fragmentos de esculturas recuperados de las ruinas del vecino templo de Mata Harsat, y también de algunos otros templos pequeños de los alrededores.

## Galería de imágenes

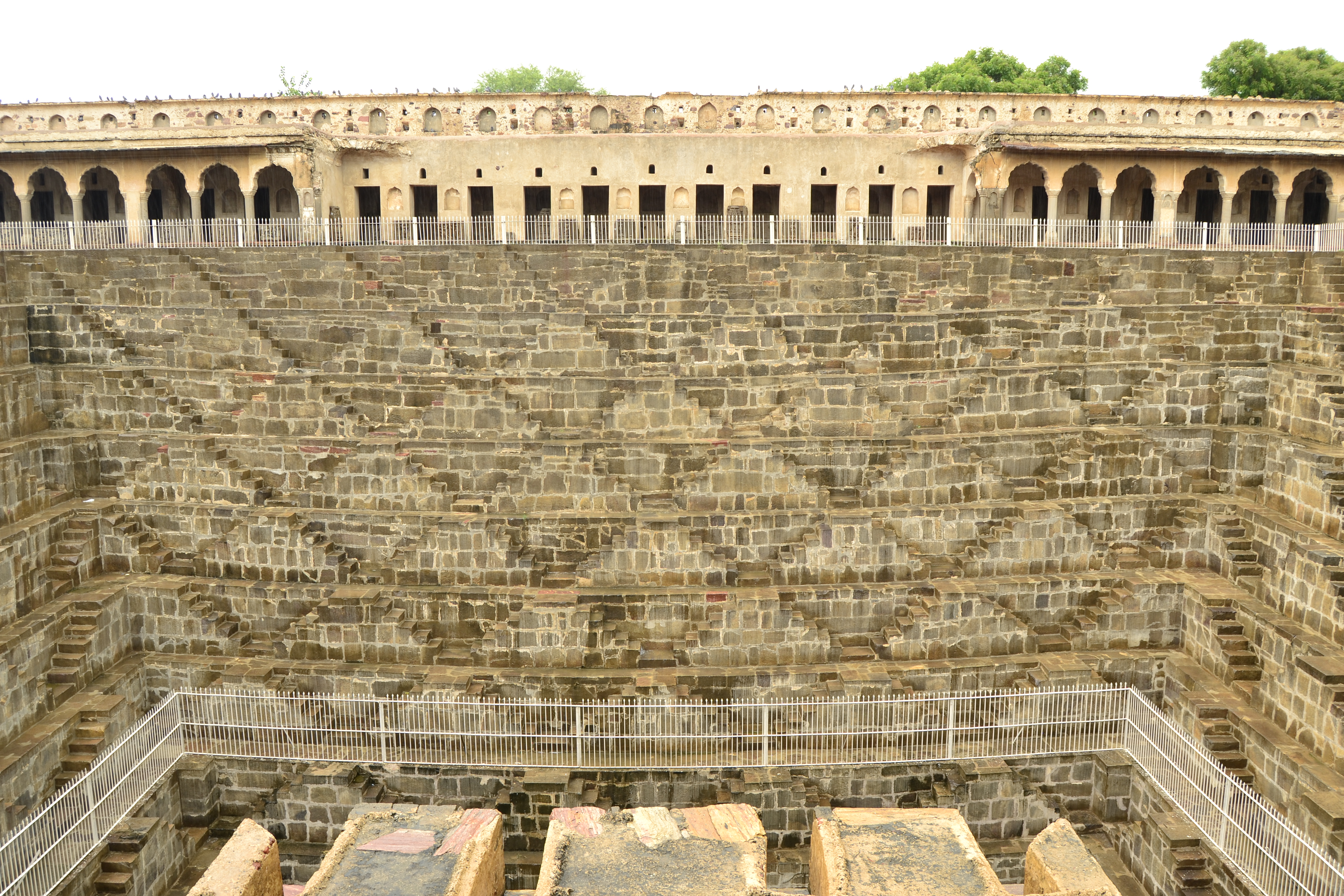
Conjunto norte de escaleras
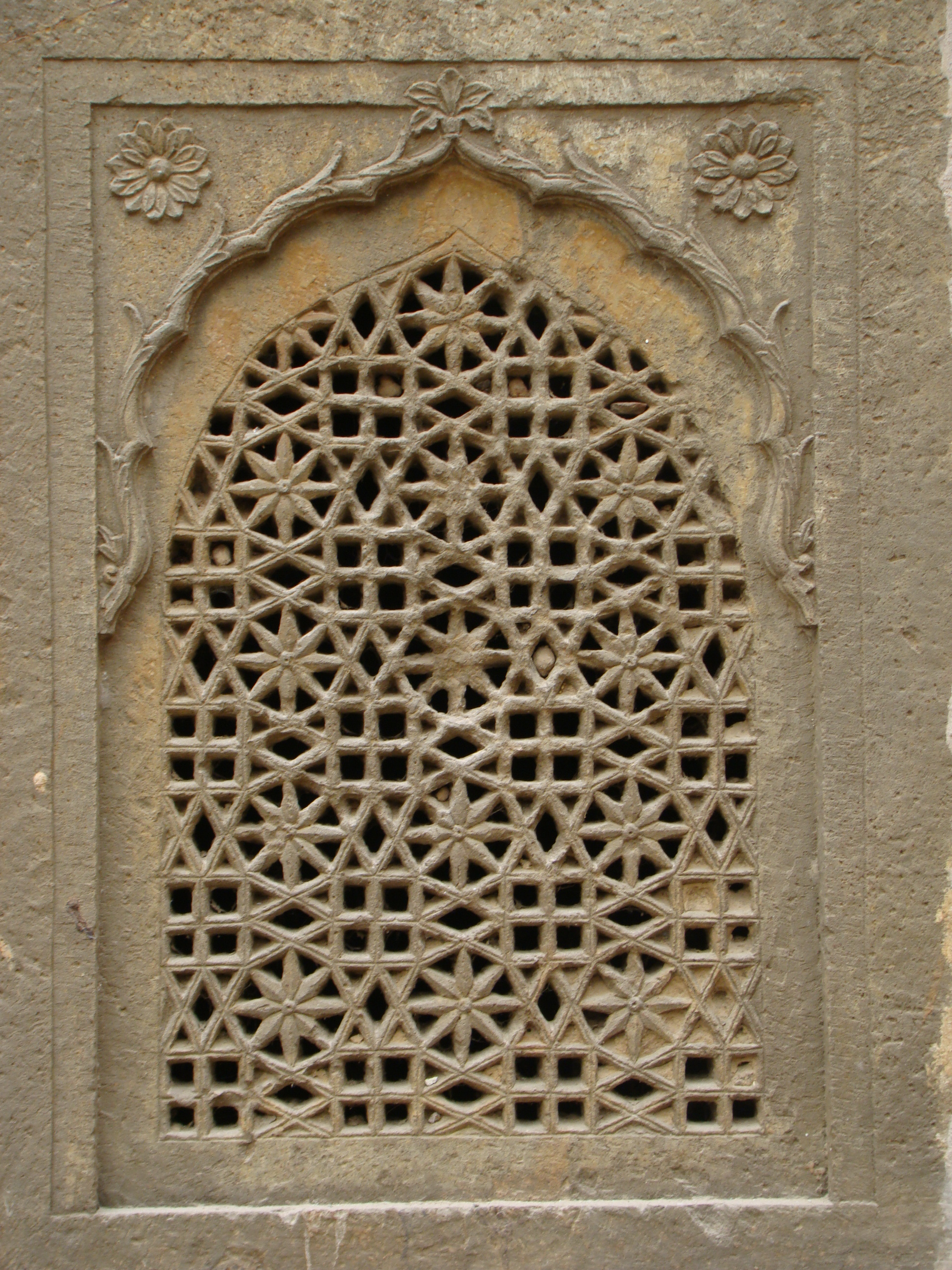
Jali
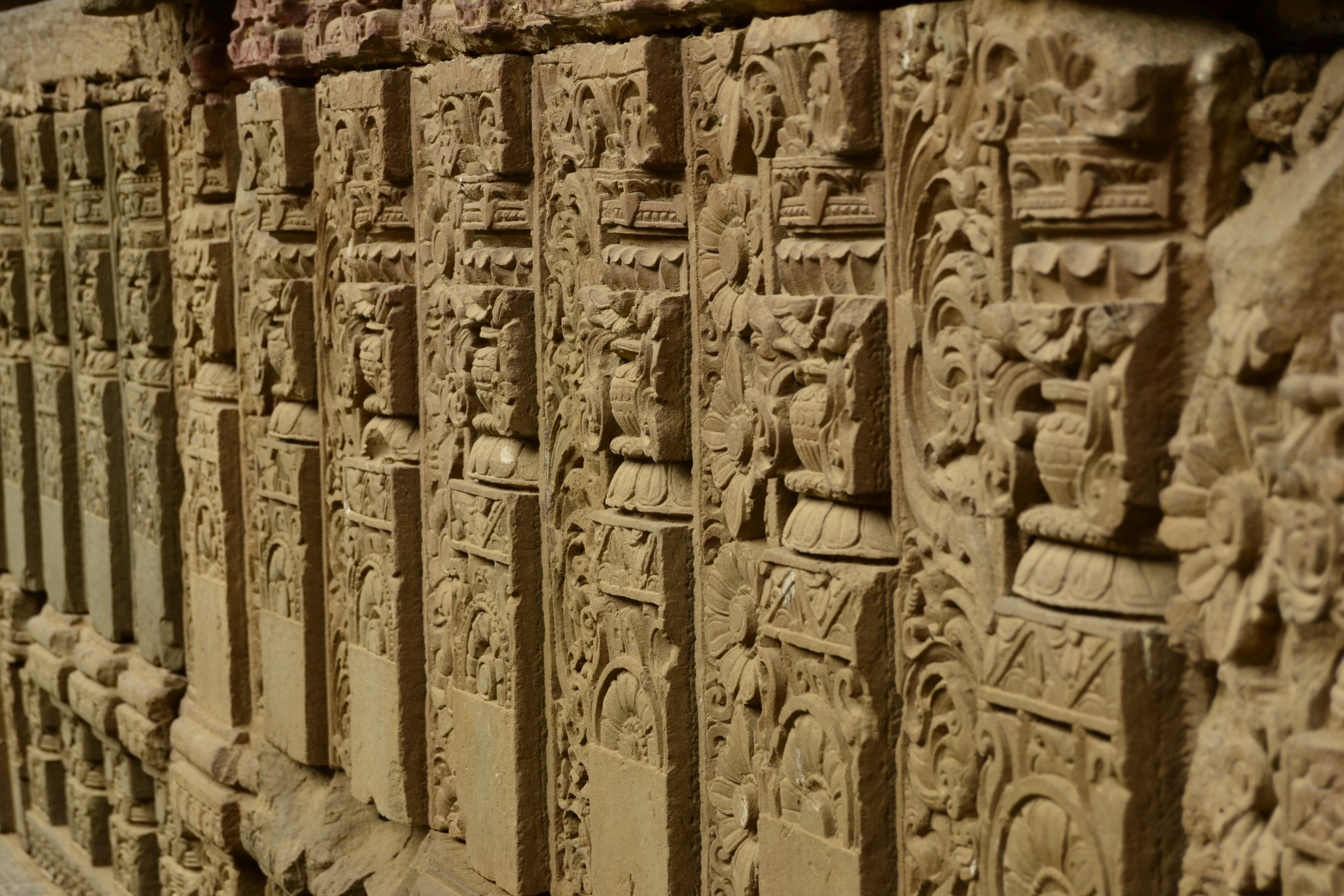
Friso
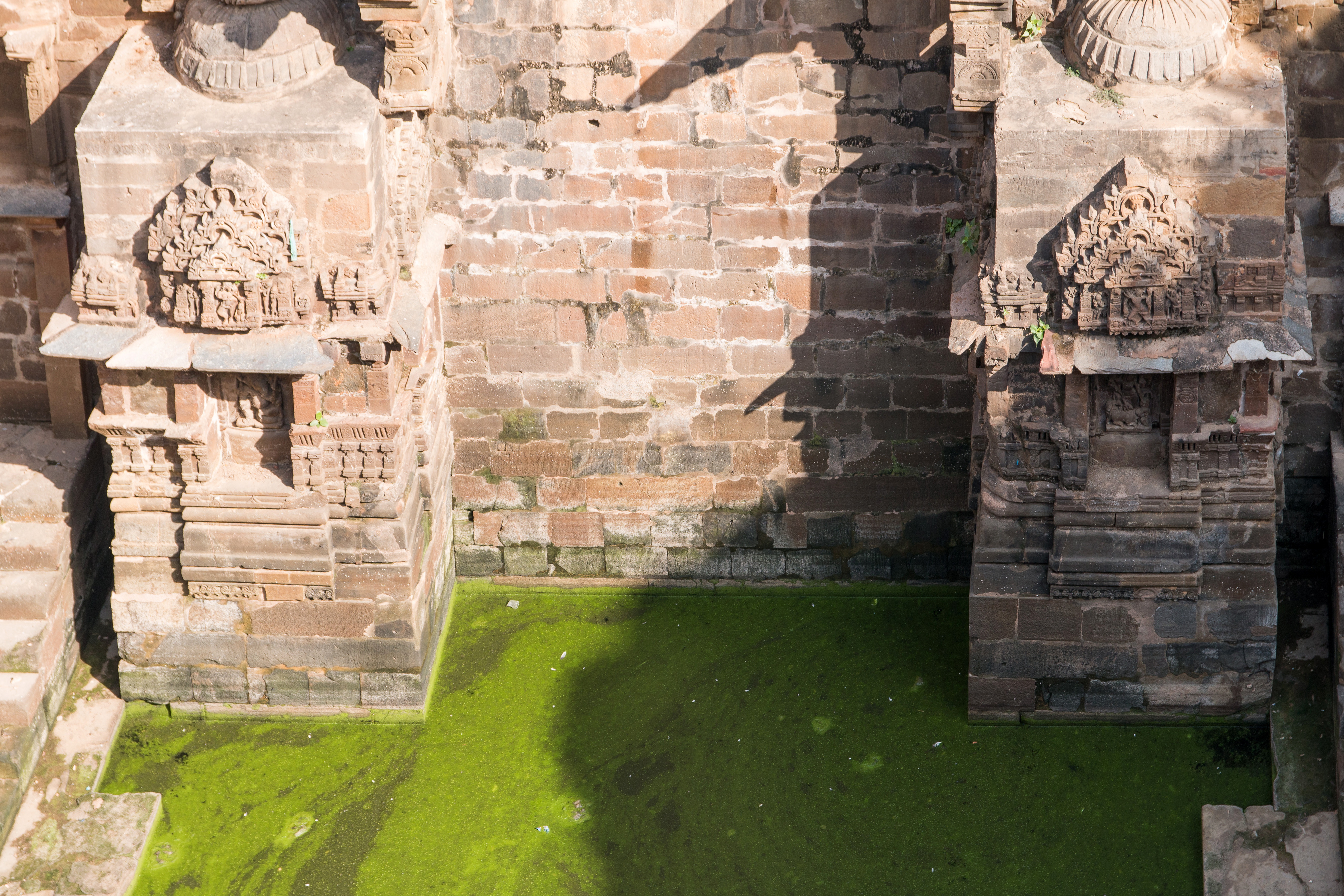
Nichos santuarios
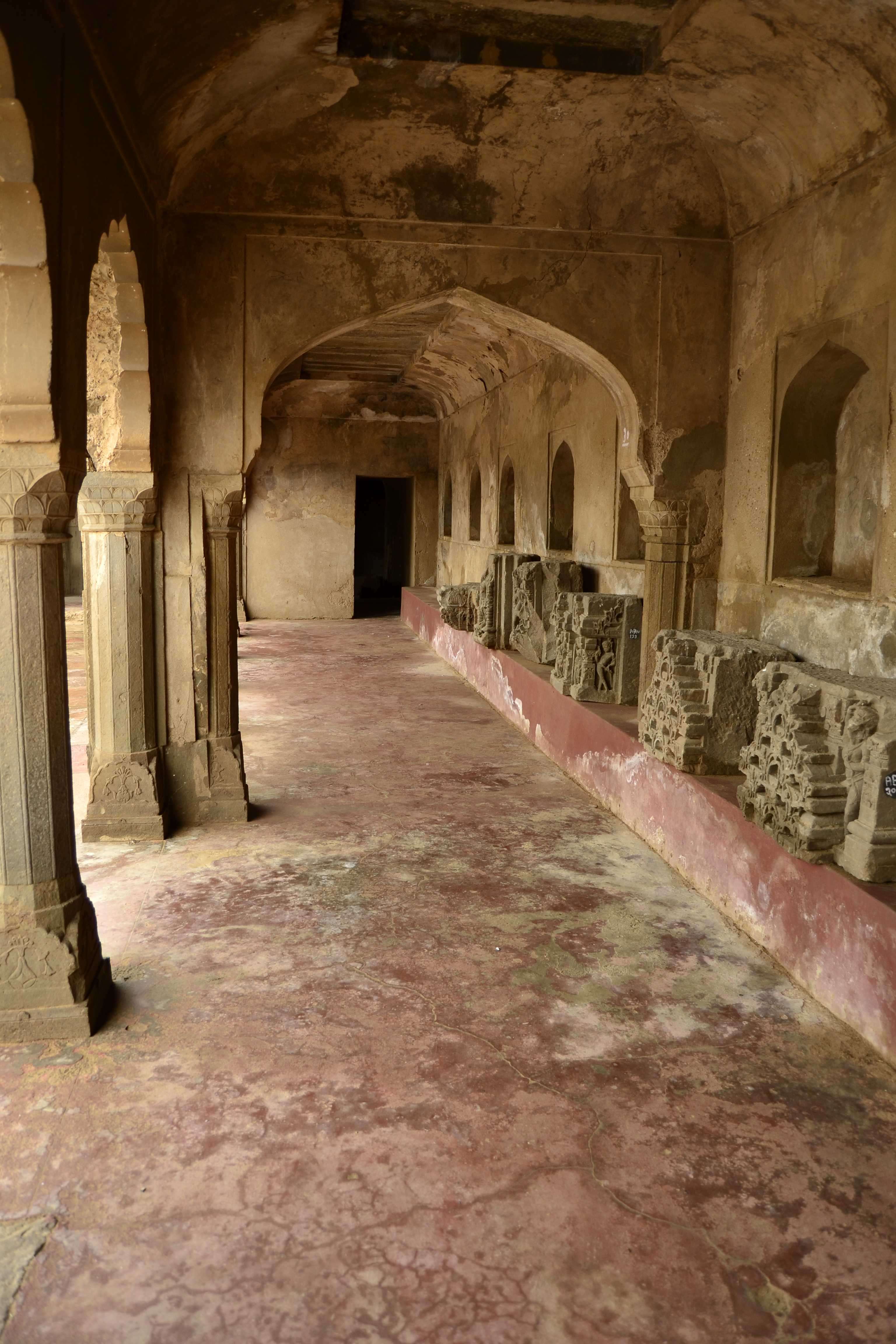
Galería superior, que alberga las esculturas del templo
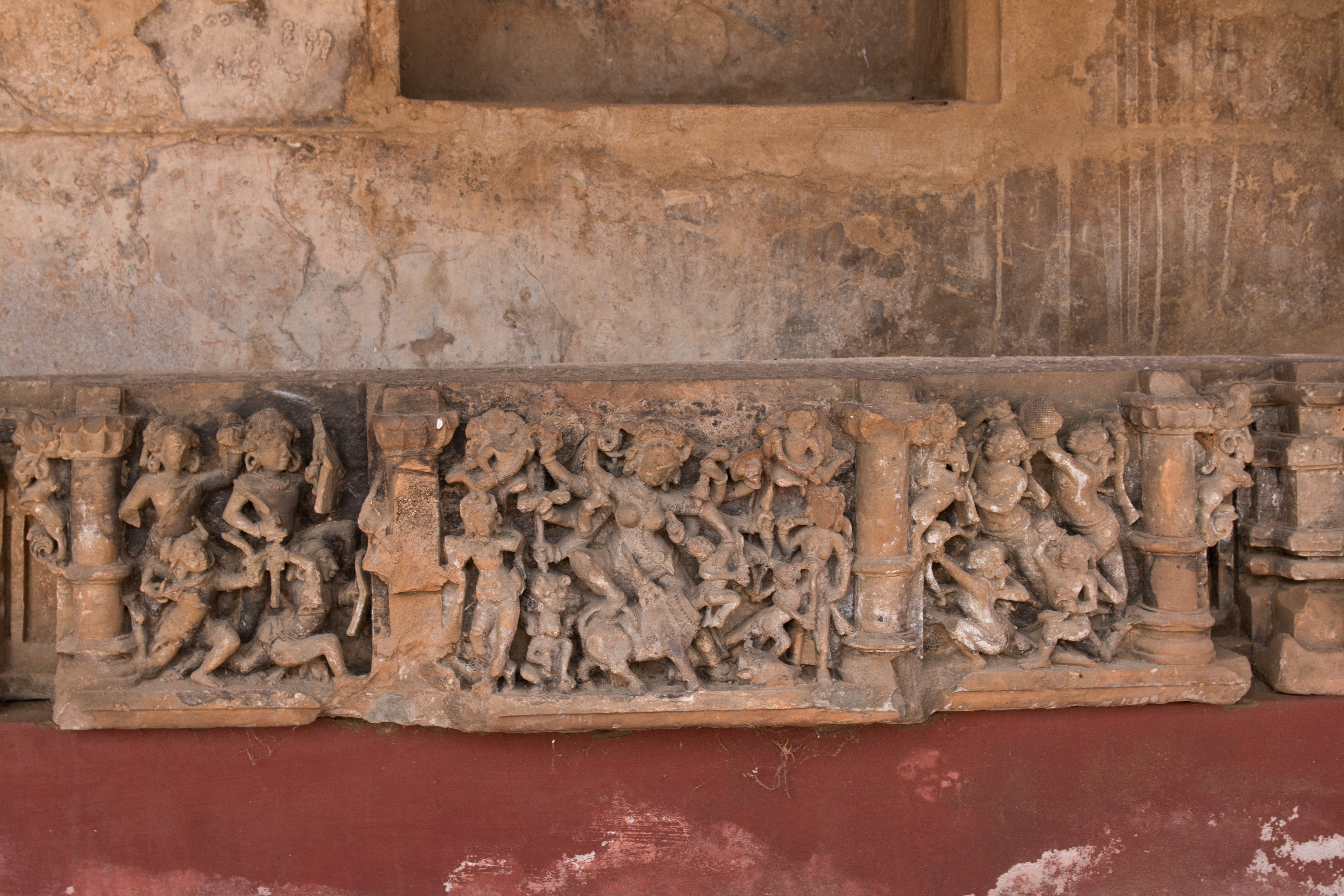
Durgā Mahîshâsuramardini